# Pegasus PE-210A

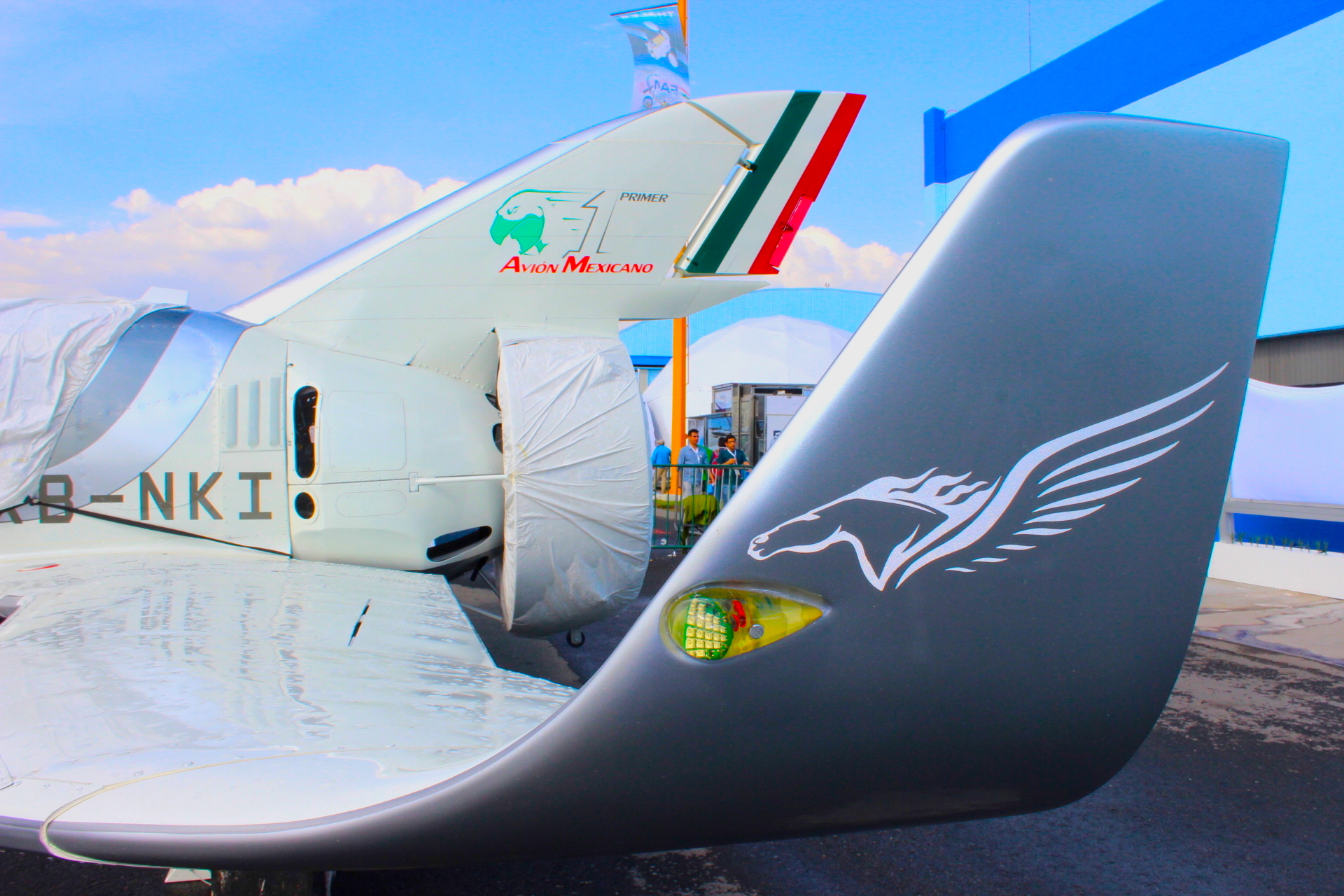
Vista lateral del Avión Pegasus PE-210A.

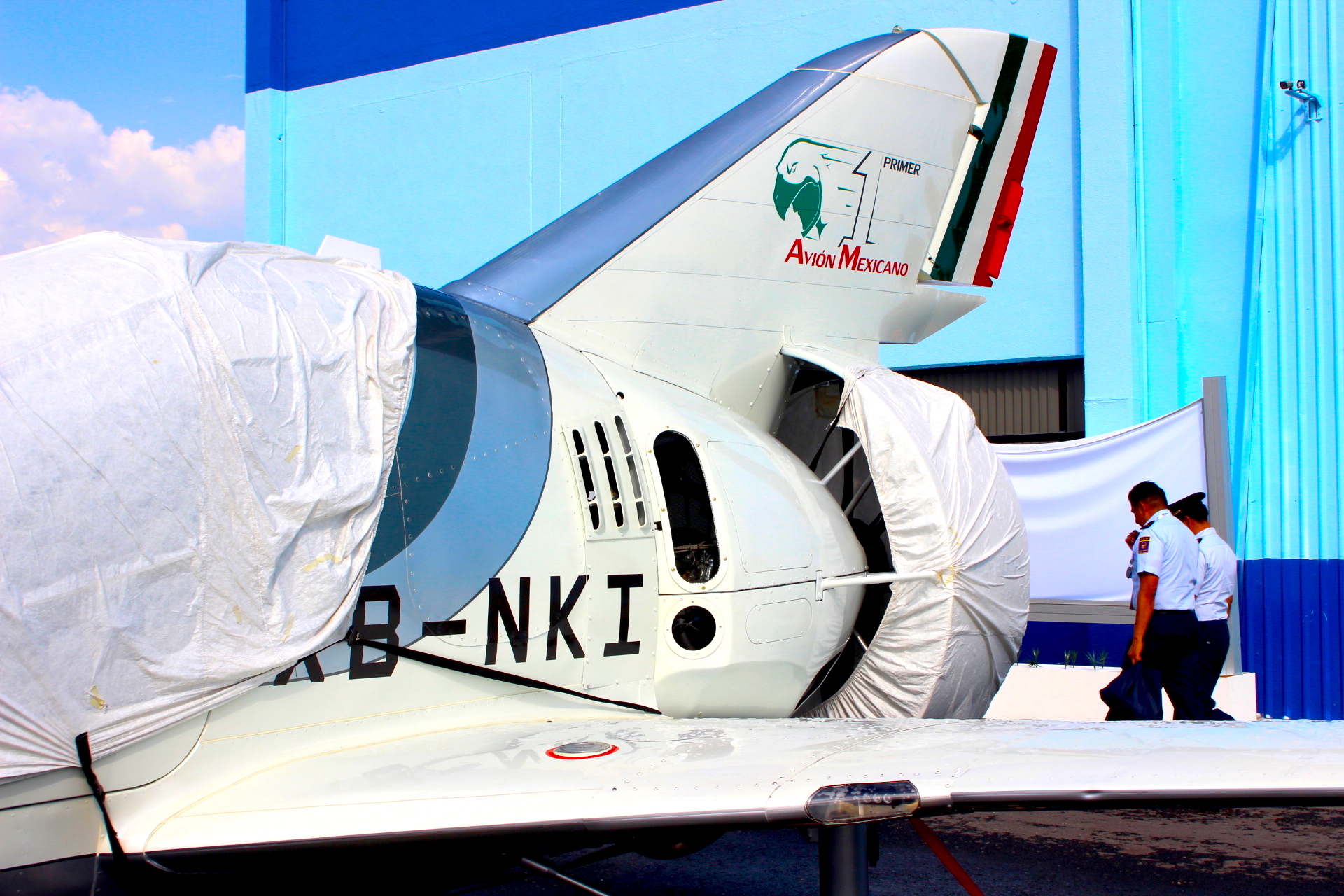
Imagen detalle del Avión Pegasus PE-210A.

El Pegasus PE-210A es un avión monomotor de entrenamiento con Canard desarrollado en México por Oaxaca Aerospace con ayuda de TechBA.

## Diseño y desarrollo
Oaxaca Aerospace comenzó el proyecto en 2011 con el objetivo de diseñar un aparato de dos plazas ágil, veloz y de bajos costos de operación y concluyó a mediados de 2013, año en el que comenzaron las pruebas en pista. El avión tiene el motor Lycoming AEIO-390 acrobático montado en la parte posterior con hélice enductada, canards y un diseño en la cabina de dos plazas en tándem con controles de mando en cada una. Además, el asiento trasero se encuentra a un nivel superior con respecto al asiento delantero, lo cual permite una visión de 300° verticales y 240° horizontales. La aeronave fue presentada al público por primera vez en la Feria Aeroespacial México (FAMEX) 2015.
En el marco de la Feria Aeroespacial México 2017 (FAMEX 2017) fue presentada una versión mejorada del 210A, el Pegasus P400T, esta aeronave cuenta con tren de aterrizaje retráctil, se sustituyó el motor de pistón por un turbohélice de 400 HP que combinado con la aerodinámica mejorada permite a la aeronave alcanzar una velocidad máxima de 550 km/h, un alcance de 2,000 km y soporta hasta 7G, cuenta con una hélice variable y turbina de respaldo que proporciona un aumento de potencia durante 5 minutos y puede ser usado para hacer despegar la aeronave en pistas pequeñas. El diseño de esta aeronave fue hecho desde cero.

## Características

### Características generales[7]
- Tripulación: 2  o 1
- Longitud: 7.4 m
- Envergadura: 8.9 m
- Superficie alar: 12.5 m^2
- Superficie de canard: 1.48 m^2
- Peso máximo: 1250 kg
- Carga útil: 350 kg
- Planta motriz: 1x Lycoming AEIO-390
- Empuje: 210 HP
- Capacidad de combustible: 210 L

### Rendimiento
- Velocidad máxima: 221 nudos / 410 km/h
- Velocidad crucero: 162 nudos / 300 km/h
- Velocidad de entrada en pérdida: 64 nudos / 118 km/h
- Techo de vuelo: 18000 ft / 5400 m
- Alcance: 864 NMi / 1600 km